# المعسوق (حزم العدين)

تعديل مصدري - تعديل

المعسوق محلة تابعة لقرية الضرائب، التابعة لعزلة حقين بمديرية حزم العدين إحدى مديريات محافظة إب في الجمهورية اليمنية، بلغ تعداد سكانها 29 حسب تعداد اليمن لعام 2004.